# Phylica intrusa
Phylica intrusa är en brakvedsväxtart som beskrevs av Neville Stuart Pillans. Phylica intrusa ingår i släktet Phylica och familjen brakvedsväxter. Inga underarter finns listade i Catalogue of Life.